# Замак Виндзор
Замак Виндзор (енгл. Windsor Castle) је резиденција британских монарха која се налази у Виндзору, у округу Беркшир. Овај замак је познат као једна од три званичне резиденције британске краљевске породице. Највећи је стално насељени замак на свету. Површина саме грађевине је 45.000 m². Замак на овом месту је изградио Вилијам I Освајач након инвазије Нормана у 11. веку.
Изграђен је на вештачки направљеном узвишењу стратешки важном за контролу реке Темзе и главног пута ка Лондону. Првобитно је био окружен дрвеном палисадом и јарком, а касније су изграђене камене зидине у време владавине Хенрија I. Од времена његове владавине овај замак је постао резиденција британских владара, што га чини и најдуже насељеним замком у Европи. Током Првог баронског рата је одиграо значајну улогу. Тада је два пута био под опсадом, али је успешно одбрањен. Хенри III је током 13. века изградио луксузну палату у оквиру комплекса замка, док је Едвард III поново саградио замак, што је био најскупљи грађевински пројекат неверског карактера у средњовековној Енглеској. У оквиру замка је у 15. веку изграђена капела светог Ђорђа. Током владавине Тјудора замак је задржао свој изглед, али су Хенри VIII и Елизабета I повећали значај овог замка, јер су га користили за одржавање свих значајних дипломатских догађаја.
Током Енглеског грађанског рата коришћен је као седиште војске Парламента и као место на којем је Чарлс I био у притвору. Чарлс II је уз помоћ архитекте Хју Меја је извршио реконструкцију већег дела замка. Након периода у којем је замак био слабо одржаван, Џорџ III и Џорџ IV су у 18. веку реконструисали палату Чарлса II и тиме јој дали данашњи изглед. Краљица Викторија је извршила само мање промене на замку у којем су током већег дела њене владавине били организовани пријеми поводом разних свечаности. Током ваздушне битке за Британију у њега се склонила краљевска породица од бомбардовања. У пожару 1992. је претрпео значајна оштећења. Данас је популарна туристичка атракција у којој се организују пријеми за стране државнике, и у којем Краљица Елизабета II проводи викенде.